# Diogène de Babylone
Pour les articles homonymes, voir Diogène (homonymie).
Diogène de Babylone, dit aussi « Diogène de Séleucie », est un philosophe stoïcien (né en -240 et mort en -150).

## Biographie
Diogène de Babylone est natif de Séleucie du Tigre en Mésopotamie, vers -240. Il fut le troisième scolarque du Portique en -206, à la mort de Chrysippe de Soles. En -156, envoyé en ambassade à Rome par les Athéniens, avec Carnéade et Critolaos, il y ouvrit une école qui a permis de vulgariser la pensée stoïcienne auprès des intellectuels romains. Il eut de nombreux élèves, dont Apollodore d'Athènes, Panétios, Antipatros de Tarse et Boéthos de Sidon. Il mourut vers -150.

## Philosophie
Le premier, il justifierait la propriété privée. Diogène de Babylone abandonne la thèse stoïcienne de la conflagration cosmique. Dans le domaine astronomique, il avait estimé que la convergence des planètes se produisait tous les 365 années d'Héraclite. Il semble avoir inventé ce qu'on appelle l'argument ontologique, preuve classique de l'existence de Dieu. Il assigne cette fin à la morale : « User de la raison dans le choix des choses conformes à la nature et le rejet des choses contraires ».

## Ouvrages
- Manuel sur le son vocal[4]
- Manuel de Dialectique[5]
- Sur la Rhétorique[6]
- Sur la Musique[7]
- Sur Athéna [8]
- Le Mariage
- Sur l'absence de chagrin[9]

### Fragments
- Hans von Arnim, Stoicorum veterum fragmenta (SVF), 1re éd. : Leipzig : Teubner. 4 vols. : 1905, 1903, 1903, 1924. Réimpr. : 1921, 1923, 1923 pour les 3 premiers volumes. Réimpr. à Stuttgart : Teubner, 1964 ; 1968. Vol. III p. 210-243.
- Un fragment sur la musique : Daniel Delattre, Philodème, De la musique : livre IV, colonnes 40 à 109, Cronache Ercolanesi, 19 (1989), pp. 49-143.
- Christian Vassallo, Fragments of the Early Stoics (FESt), IV.1. Zeno of Tarsus and Diogenes of Babylon, Berlin/Boston: De Gruyter Brill, 2025©, https://www.degruyterbrill.com/serial/fest-b/html

### Études
- Dictionnaire des philosophes de l'Antiquité, CNRS, t. II, pp. 807-808.
- Jean-Paul Dumont, Diogène de Babylone et la preuve ontologique, Revue philosophique, 1065, 1982.
- Jean-Paul Dumont, Diogène de Babylone et la déesse raison, in La Métis des stoïciens, Bulletin de l'Association Guillaume Budé, 1984, pp. 260-278.